# Тектонічний прогин

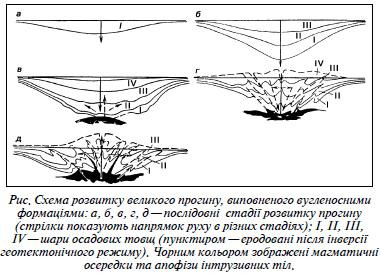

Тектонічний прогин (рос. тектонический прогиб, англ. tectonic trough; нім. tektonische Senke f, tektonische Biegung f, Durchbiegung f; Depression f; tektonischer Durchhang m) — лінійна зона опускання консолідованої земної кори, заповнена потужною (до 10-15 км і більше) товщею осадових і місцями вулканогенних порід. Відомо декілька типів тектонічних прогинів. На континентальних платформах їм відповідають авлакогени, звичайно обмежені розломами і пов’язані з процесами рифтогенезу (Прип'ятсько-Дніпровсько-Донецький авлакоген і ін.). На периферії платформ розвинені зони перикратонних опускань (перикратонні прогини), що переходять в передові (крайові, передгірські) прогини складчастих гірських поясів. Вони мають, як правило, асиметричну будову.
У області підводних околиць континентів пасивного, атлантичного типу паралельно узбережжю простягаються периокеанські (або периконтинентальні) прогини з потужністю осадів до 15 — 20 км та істотною участю серед них відкладів мулистих (каламутних) потоків (турбідитів). Такі прогини простягаються по обидва боки Атлантичного океану, вздовж Африканського, Індостанського і Австралійського узбережжя Індійського океану і Антарктичного узбережжя Тихого океану. Тектонічні прогини є вмістищами покладів багатьох цінних корисних копалин: нафти, газу, кам’яних і калійних солей, вугілля тощо.
В Україні відомі неогенові Передкарпатський прогин та Індоло-Кубанський прогин, які компенсували синхронні підняття відповідно Карпат та Кримських гір. На місці давніх тектонічних прогинів утворюються западини. Під Дніпровсько-Донецькою западиною і Львівською крейдовою западиною лежать палеозойські прогини, під Причорноморською западиною і Південно-Українською монокліналлю — мезозойські Причорноморська група прогинів і Придобруджинський прогин.